# Nemopterella parva
Nemopterella parva är en insektsart som beskrevs av Bo Tjeder 1967. Nemopterella parva ingår i släktet Nemopterella och familjen Nemopteridae. Inga underarter finns listade i Catalogue of Life.